# The Outsider and Others
The Outsider and Others est une anthologie d'histoires de H. P. Lovecraft publiée par la maison d'édition Arkham House en 1939 soit deux ans après sa mort. Édité à 1 268 exemplaires, il est épuisé début 1944 et n'a jamais été réimprimé depuis.
Le volume tire son nom de la nouvelle de Lovecraft Je suis d'ailleurs (The Outsider). The Outsider and Other Stories est le titre préféré de Lovecraft de son vivant pour un recueil de ses histoires qui devait être édité par Farnsworth Wright (en) mais qui n'a jamais vu le jour. Les histoires de ce volume ont été sélectionnées par August Derleth et Donald Wandrei (en). L'illustration de couverture est un montage de dessins de Virgil Finlay réalisés pour le pulp Weird Tales, dont seulement un ou deux avaient à l'origine illustré des histoires de Lovecraft.
E. F. Bleiler (en) considère ce recueil comme le « début de l'édition spécialisée sérieuse de fiction fantastique en Amérique ».

## Génèse
En 1937, la mort d'Howard Phillips Lovecraft incite ses deux amis, August Derleth et Donald Wandrei, à rassembler ses meilleures fictions étranges tirées des magazines pulp dans un recueil posthume. Après plusieurs refus de la part de grands éditeurs, les deux hommes se rendent compte qu'aucun n'aient prêt à prendre le risque de financer cette anthologie. Derleth et Wandrei décident alors de créer leur propre maison d'édition, Arkham House (dont le nom est basée sur une ville imaginaire des récits de Lovecraft) dans le but avoué de publier tous les écrits de Lovecraft en couverture rigide. Le recueil est la première sortie d'Arkham House, vendue pour un prix de 5,00 $, tandis que les commandes sont quant à elle à 3,50 $. Malgré ce faible prix, seulement 150 commandes sont passées pour The Outsider and Others avant sa sortie en 1939.
Le recueil est imprimé par George Banta Co. dans le Wisconsin en 1 268 exemplaires. Il se vend lentement mais régulièrement.

## Contenu
1. Howard Philips Lovecraft: Outsider par August Derleth et Donald Wandrei (en)
2. Dagon
3. Polaris
4. Celephaïs (en)
5. Hypnos (en)
6. Les Chats d'Ulthar
7. L'Étrange Maison haute dans la brume
8. Le Témoignage de Randolph Carter (en)
9. La Clé d'argent (en)
10. À travers les portes de la clé d'argent (en)
11. Je suis d'ailleurs
12. La Musique d'Erich Zann
13. Les Rats dans les murs
14. Air Froid (en)
15. Lui (en)
16. Horreur à Red Hook
17. Le Temple
18. L'Image dans la maison déserte (en)
19. Le Festival
20. Le Terrible vieillard (en)
21. La Tombe
22. La Maison maudite
23. La Crypte (en)
24. Le Modèle de Pickman
25. Celui qui hantait les ténèbres
26. La Maison de la sorcière
27. Le Monstre sur le seuil
28. La Cité sans nom
29. La Peur qui rôde
30. L'Appel de Cthulhu
31. La Couleur tombée du ciel
32. L'Abomination de Dunwich
33. Celui qui chuchotait dans les ténèbres
34. Le Cauchemar d'Innsmouth
35. Dans l'abîme du temps
36. Les Montagnes hallucinées
37. Épouvante et surnaturel en littérature

Bien que ces histoires soient apparues dans d'autres livres de Lovecraft, The Outsider and Others n'a jamais été réimprimé dans sa forme originale.

## Accueil
E. F. Bleiler considère The Outsider and Others comme un « livre majeur dans l'histoire de la fiction surnaturelle américaine », affirmant que les écrits de Lovecraft « révèlent une imagination débordante, une capacité remarquable à créer une pensée mythique, une excellente maîtrise des détails scientifiques et de nombreuses caractéristiques indescriptibles d'un puissant esprit au travail ». Thrilling Wonder Stories salue le recueil comme étant un « magnifique hommage à l'œuvre de H.P. Lovecraft » et le qualifie d'« étape importante dans la littérature fantastique, presque égale en importance aux recueils d'histoires d'Edgar Allan Poe ».